# Thérèse Thoma
Thérèse Thoma, plus connue sous le nom de Thérèse Vogl, née le 12 novembre 1845 à Tutzing, en royaume de Bavière et morte le 29 septembre 1921 à Munich, est une soprano allemande d'opéra, créatrice notamment des rôles de Wellgunde dans Das Rheingold et de Sieglinde dans Die Walküre de Richard Wagner.

## Biographie
Thérèse Thoma est née à Tutzing, en royaume de Bavière. Elle y passera également les dernières années de sa vie. En 1868, elle épouse le heldentenor Heinrich Vogl. Ils apparaissent désormais ensemble sur scène à plusieurs reprises. Elle meurt à Munich en 1921, après avoir survécu à son mari de plus de 20 ans. Ils sont enterrés ensemble à Tutzing.
Elle étudie d'abord au conservatoire de Munich Conservatoire fait ses débuts[pas clair] à l'opéra de Karlsruhe en 1865. À Munich, l'année suivante, tient le rôle de Casilda dans une représentation de La Part du Diable de Daniel Auber. Elle interprète Sieglinde dans Die Walküre de Richard Wagner à l'Opéra de Munich le 26 juin 1870. Son mari Heinrich joue le rôle de Siegmund. Elle est aussi Wellgunde dans Das Rheingold de Wagner à Munich le 22 septembre 1869. Son mari est Loge.
Elle chante Brünnhilde lors de la première de Siegfried à Munich le 10 juin 1878, toujours avec son mari dans le rôle-titre.
Thérèse et Heinrich Vogl sont parmi les premiers artistes à interpréter Tristan und Isolde, avec un grand succès. Elle est la première artiste à jouer le rôle de Brünnhilde au Royaume-Uni lors d'une représentation du Ring au Her Majesty's Theatre avec Anton Seidl à la direction et son conjoint chantant Siegfried et Loge. Le célèbre critique Herman Klein décrit sa voix comme une soprano dramatique lumineuse, comparable à Christine Nilsson, avec un registre de tête très clair. Il souligne l'élégance du phrasé et sa diction. Klein décrit également décrit la scène finale de Brünnhilde dans Götterdämmerung comme « passionnant » (thrilling). Selon Klein, elle est l'une des meilleures sopranos dramatiques wagnériennes. Le couple quitte le Festival de Bayreuth, après une querelle avec la famille Wagner.
Elle se retire de la scène lyrique en 1892. Elle termine sa carrière en Isolde, à Munich.

## Source de traduction
- (en) Cet article est partiellement ou en totalité issu de l’article de Wikipédia en anglais intitulé « Therese Vogl » (voir la liste des auteurs).